# USS LST-197
O USS LST-197 foi um navio de guerra norte-americano da classe LST que operou durante a Segunda Guerra Mundial.